# Hannah Miley
Hannah Louise Miley (* 8. August 1989 in Swindon, Vereinigtes Königreich) ist eine britische Lagenschwimmerin.

## Werdegang
Bei den Kurzbahnweltmeisterschaften 2008 in Manchester wurde sie über die 400 m Lagen hinter Kirsty Coventry in neuer Europarekordzeit Vizeweltmeisterin. Außerdem gewann sie bei diesen Wettkämpfen die Bronzemedaille über 200 m Lagen.
bei den Olympischen Sommerspielen 2008 in Peking vertrat Miley das Vereinigte Königreich über 200 und 400 Meter Lagen.
Ihren ersten internationalen Titel eroberte Miley bei den Kurzbahneuropameisterschaften 2009 in Istanbul über 400 Meter Lagen. Über 200 Meter Lagen gewann sie die Bronzemedaille. Ebenfalls die Goldmedaille über 400 m Lagen gewann sie bei den Commonwealth Games 2010.
Bei den Olympischen Spielen 2012 in London erreichte sie über 400 m Lagen den fünften Platz.
Bei den Kurzbahneuropameisterschaften im November 2012 in Chartres gewann sie den Titel über 400 Meter Lagen in neuer Europarekordzeit von 4:23,47 min. Drei Wochen später wurde sie in Istanbul Weltmeisterin und konnte den Rekord noch einmal um 33 Hundertstel auf 4:23,14 min verbessern.
Bei den Commonwealth Games 2014 in Glasgow gewann sie die Goldmedaille über 400 m Lagen und die Bronzemedaille über 200 m Lagen.
Derzeit lebt sie in der schottischen Stadt Inverurie.

## Rekorde
| Europarekorde (3)          | Europarekorde (3) | Europarekorde (3) | Europarekorde (3) |
| -------------------------- | ----------------- | ----------------- | ----------------- |
| 400 m Lagen (Kurzbahn)     | 4:27,27 min       | 9. April 2008     | Manchester        |
| 400 m Lagen (Kurzbahn)     | 4:23,47 min       | 25. November 2012 | Chartres          |
| 400 m Lagen (Kurzbahn)     | 4:23,14 min       | 15. Dezember 2012 | Istanbul          |
| (Stand: 15. Dezember 2012) |                   |                   |                   |